# وال-ئی
وال- ئی (WALL·E مخفف: Waste Alloction Load Lifter Earth-Class) نام فیلم پویانمایی علمی-تخیلی و خیال‌پردازی‌ای است که توسط استودیوی پیکسار و به کارگردانی اندرو استنتون در سال ۲۰۰۸ تولید و اکران شد. گویندگان شاخص این فیلم بن برت در نقش وال- ئی، الیزا نایت در نقش ایو و جف گارلین در نقش کاپیتان هستند. وال-ئی مثل انیمیشن‌های قبلی پیکسار با استقبال بسیار زیاد منتقدان و تماشاگران همراه بود و در نهایت هم در هشتاد و یکمین مراسم اسکار جایزه اسکار بهترین انیمیشن را به خود اختصاص داد. کریستوفر نولان از این فیلم به عنوان یکی از آثار الهام بخش در ساخت فیلم بین ستاره‌ای نام برده است.

## خلاصه داستان
داستان در حدود سال ۲۸۰۰ میلادی میگذرد جایی که هفتصد سال از ترک زمین توسط انسان‌ها سپری شده، و آنچه که بر روی کرهٔ زمین باقی‌مانده، کوه‌ها زباله و آهن‌پارهٔ انباشته‌است. وال-ئی ربات هوشمند آشغال‌جمع‌کنی است که مأموریت دائمش، فشرده‌سازی و جمع‌آوری این پسماندها و آلودگی‌های صنعتی است.
روزی وال-ئی مشغول کار است که سفینه‌ای غول‌پیکر از فضا فرود می‌آید و مهمان کوچکی را بهمراه خود می‌آورد. این مهمان ایو نام دارد و توسط وال-ئی با لفظ ایوا تلفظ می‌شود. ایو که ربات پیشرفته‌ای است موظف است که نشانه‌های حیات را در کره زمین شناسایی کرده و در صورت موفقیت، آن را به انسان‌ها در اعماق فضا برده و گزارش کند.
وال-ئی دلباختهٔ او می‌شود و ایو زمانی که بالاخره گیاه سبز نادری را می‌یابد و زمین را ترک می‌کند، وال-ئی به دنبال او به فضا می‌رود و عشق و حیات را به زمین برمی‌گرداند.

## جوایز
- هشتاد و یکمین دوره جوایز اسکار

| قسمت                       | نامزد                                  | نتیجه    |
| -------------------------- | -------------------------------------- | -------- |
| بهترین فیلمنامه غیراقتباسی | اندرو استنتون، پیت داکتر و Jim Reardon | نامزدشده |
| بهترین فیلم پویانمایی      | اندرو استنتون                          | برنده    |
| بهترین موسیقی فیلم         | توماس نیومن                            | نامزدشده |
| بهترین ترانه               | پیتر گابریل و توماس نیومن              | نامزدشده |
| بهترین تدوین صدا           | بن برت و Matthew Wood                  | نامزدشده |
| بهترین میکس صدا            | Tom Myers، مایکل سمانیک و بن برت       | نامزدشده |

- شصت و ششمین مراسم گلدن گلوب

| قسمت                | نامزد                     | نتیجه    |
| ------------------- | ------------------------- | -------- |
| بهترین ترانه        | پیتر گابریل و توماس نیومن | نامزدشده |
| بهترین فیلم انیمیشن | اندرو استنتون             | برنده    |

## نکات دیگر
- پیتر گابریل یکی از سازندگان موسیقی متن فیلم است.
- شرکت اپل در این فیلم حضوری فعال دارد: یک آی پاد در یک صحنه از فیلم دیده می‌شود، وال-ئی با صدای آشنای رایانه‌های اپل امروزی روشن می‌شود، و ایوا برگرفته از طرح‌های رایانه‌های اپل است.[۱]
- برخی منتقدین، این فیلم را یک پروپاگاندای جناح چپ خواندند.[۲]